# کارول مونتیه
کارول مونتیه (انگلیسی: Carole Montillet؛ زادهٔ ۷ آوریل ۱۹۷۳) اسکی‌باز آلپاین اهل فرانسه بود.